# Julien Cousineau
Julien Cousineau (Saint-Jérôme, 17 gennaio 1981) è un ex sciatore alpino canadese.

## Biografia
Attivo in gare FIS dal novembre del 1996, Julien Cousineau in Nor-Am Cup ha esordito il 6 febbraio 1997 a Collingwood in slalom gigante (53º) e ha ottenuto il primo podio il 27 febbraio 2002 a Sunday River nella medesima specialità (2º). Ha debuttato in Coppa del Mondo il 27 ottobre 2002 a Sölden in slalom gigante, senza completare la prova, e ha conquistato la prima sua vittoria in Nor-Am Cup il 2 gennaio 2003 a Sunday River nella medesima specialità. Ha esordito ai Campionati mondiali a Sankt Moritz 2003 senza concludere né lo slalom gigante né lo slalom speciale.
Nella stagione 2007-2008 ha vinto la Nor-Am Cup; l'anno dopo ai Mondiali di Val-d'Isère 2009 non ha terminato lo slalom speciale. Il 20 novembre 2009 ha colto a Loveland in slalom speciale la sua ultima vittoria in Nor-Am Cup e ai XXI Giochi olimpici invernali di Vancouver 2010, sua unica presenza olimpica, ha ottenuto l'8º posto nello slalom speciale; nello stesso anno ha anche ottenuto nella medesima specialità i suoi migliori piazzamenti in Coppa del Mondo, due quinti posti, a Schladming il 26 gennaio e a Val-d'Isère il 12 dicembre.
Ai Mondiali di Garmisch-Partenkirchen 2011, suo congedo iridato, è stato 5º nello slalom speciale; due anni dopo, il 16 marzo 2013, ha ottenuto a Calgary Olympic Park in slalom speciale il suo ultimo podio in Nor-Am Cup (3º). Il 27 gennaio 2015 ha disputato la sua ultima gara in Coppa del Mondo, lo slalom speciale di Schladming che non ha completato, e in seguito ha disputato solo più alcune gare minori fino al definitivo ritiro, avvenuto in occasione di uno slalom speciale FIS disputato a Le Relais il 2 aprile 2016 e chiuso da Cousineau all'11º posto.

## Palmarès

### Coppa del Mondo
- Miglior piazzamento in classifica generale: 51º nel 2010

### Nor-Am Cup
- Vincitore della Nor-Am Cup nel 2008
- Vincitore della classifica di slalom gigante nel 2004 e nel 2008
- 21 podi:
  - 7 vittorie
  - 6 secondi posti
  - 8 terzi posti

#### Nor-Am Cup - vittorie
| Data             | Località           | Paese       | Specialità |
| ---------------- | ------------------ | ----------- | ---------- |
| 2 gennaio 2003   | Sunday River       | Stati Uniti | GS         |
| 4 gennaio 2003   | Sunday River       | Stati Uniti | SL         |
| 5 gennaio 2003   | Sunday River       | Stati Uniti | SL         |
| 4 gennaio 2004   | Sunday River       | Stati Uniti | GS         |
| 6 marzo 2008     | Georgian Peaks     | Canada      | SL         |
| 14 marzo 2008    | Whiteface Mountain | Stati Uniti | GS         |
| 30 novembre 2009 | Loveland           | Stati Uniti | SL         |

Legenda:

GS = slalom gigante

SL = slalom speciale

### South American Cup
- Miglior piazzamento in classifica generale: 28º nel 2014
- 1 podio:
  - 1 vittoria

#### South American Cup - vittorie
| Data              | Località             | Paese     | Specialità |
| ----------------- | -------------------- | --------- | ---------- |
| 14 settembre 2013 | Ushuaia Cerro Castor | Argentina | SL         |

Legenda:

SL = slalom speciale

### Campionati canadesi
- 11 medaglie[1]:
  - 1 oro (slalom speciale nel 2011)
  - 2 argenti (slalom speciale nel 2008; slalom speciale nel 2015)
  - 8 bronzi (slalom speciale nel 1999; slalom gigante nel 2002; slalom gigante nel 2003; supergigante, slalom gigante nel 2004; slalom gigante nel 2008; supercombinata nel 2009; slalom speciale nel 2013)